# Landesgesetz über Hilfen bei psychischen Erkrankungen
Das Landesgesetz über Hilfen bei psychischen Erkrankungen, kurz PsychKHG, ist ein Landesgesetz in Rheinland-Pfalz.
Es regelt Hilfen für psychisch erkrankte Personen, die Anordnung und Durchführung von Schutzmaßnahmen durch den Sozialpsychiatrischen Dienst sowie die Unterbringung und Behandlung psychisch erkrankter Personen, die aufgrund ihrer psychischen Erkrankung in ihrer Einsichts- und Steuerungsfähigkeit beeinträchtigt sind und ihre Gesundheit, ihr Leben oder bedeutende Rechtsgüter erheblich gefährden. Psychisch krank im Sinne dieses Gesetzes sind Personen, bei denen eine psychische Krankheit, Störung oder Behinderung vorliegt. Hierzu zählt auch eine mit dem Verlust der Selbstkontrolle einhergehende Abhängigkeit von Suchtstoffen.
Das PsychKHG löste zum 1. Januar 2021 das Landesgesetz für psychisch kranke Personen vom 17. November 1995, zuletzt geändert am 19. Dezember 2018, ab. Das Landesgesetz von 1995 regelte erstmals gesetzlich Hilfen und Schutzmaßnahmen für psychisch erkrankte Menschen im Land Rheinland-Pfalz. In den 25 Jahren seit Inkrafttreten des Landesgesetzes für psychisch kranke Personen aus dem Jahr 1995 hatten sich sowohl die Rechtsgrundlagen wie auch die Angebotsstrukturen in der Versorgung psychisch erkrankter Menschen weiterentwickelt. Da beides Auswirkungen auf die Hilfen, Schutzmaßnahmen und die Unterbringung psychisch erkrankter Personen hat, wurden entsprechende Neuregelungen und Anpassungen erforderlich. Die Anpassungen im 2020 erlassenen PsychKHG umfassen u. a. die Umsetzung des Urteils des Bundesverfassungsgerichts vom 24. Juli 2018 (2 BvR 309/15, 2 BvR 502/16) zur Zulässigkeit von Fixierungen bei untergebrachten Personen, und die Umsetzung der Änderungsanforderungen, die sich aus dem Bundesverfassungsgerichturteil vom 18. Januar 2012 (2 BvR 133/10) zur Beleihung privatrechtlicher oder freigemeinnütziger Träger von Einrichtungen, in denen Unterbringungen erfolgen, ergeben.